# Majk Spirit
Michal Dušička (* 28. srpna 1984, Bratislava), známý pod svým pseudonymem Majk Spirit, je slovenský rapper a člen skupiny H16.

## Začátky, první dvě alba H16 (2000–2009)
Majk Spirit začal psát své první texty okolo roku 2000 ještě jako člen skupiny „B5“ (Brána Petržalky). První skladby nahrával v domácích podmínkách přes magnetofon na kazety. V roce 2001 vznikla jeho první oficiální skladba s názvem „Poézia ulice“, na které spolupracoval i rapper Suvereno. O rok později nahrál 2 sólové skladby „Viera“ a „Byť či nebyť“.
V roce 2003 se Spirit stává součástí skupiny H16, spolu s ním ji tvoří ještě Otecko, Abe a DJ Yanko Král (později se k nim připojil Grimaso, Cigo a v roce 2012 i Billy Hollywood[5]) a ven sa dostává jejich první společná skladba „Nech ti nejebe“, která skupinu dostala do širšího povědomí a stala se mezi lidmi oblíbenou.[6][7] V roce 2004 vydává H16 pod vydavatelstvím Hip-Hop.sk první EP „Jednašeska ftvojom klube“. V roce 2005 skupina hostuje na albu „Dobré ráno“ od rappera Veca a o rok později vychází pod Hip-Hop.sk a EMI i debutový album H16 – „Kvalitný materiál“, který získal ocenění platinová deska. Na albu hostuje například. Rytmus.
O dva roky později vychází (opět pod labely Hip-Hop.sk a EMI) druhý album H16 „Čísla Nepustia“[10] oceněný zlatou deskou za prodej.
Během let 2008 a 2009 Spirit s H16 dále koncertuje a hostuje na různých projektech. Koncem roku 2009 skupina vydává mixtape „Antivirus“, který je přístupný zdarma.

## Mladý rebel a Nový človek
Koncem roku 2010 vyšel jeho první sólo mixtape s názvem „Mladý rebel“, který obsahuje skladby z období 2005-2010. Spirit přerapoval staré sloky přes převzaté instrumentálky.
Spiritovo první album „Nový človek“ vyšlo 11. listopadu 2011. Na albu se podíleli rappeři Nironic, Orion, Delik, Cigo, Otecko, Supa, DNA, Suvereno, zpěvačka Celeste Buckingham a producenti Grimaso, Billy Hollywood, DJ Mad Skill, Emeres, DJ Wich, KMBL, Majestic, Viktor Hazard a Sik.
Videoklip ke skladbě „Hip-Hop“ se dostal ven 16. listopadu a získal Slávika za nejlepší videoklip roku 2011. Kromě tohoto ocenění získal Spirit cenu za Objav roka (Slávik). Album „Nový človek“ je hodnocen velmi pozitivně i mezi ostatními rappery.
V roce 2012 získal Spirit ocenění MTV European Music Awards – Best Czech and Slovak Act.

## Ypsilon a Nie som tu náhodou
V březnu roku 2015 vydal Spirit své druhé sólo album „Ypsilon“, na kterém se podíleli rappeři jako Ektor, Vec, nebo Ego. K albu vyšly i videoklipy „Feel Aright“ nebo „Zbojník“. Ypsilon byl však moc rapový, a proto se ho Spirit rozhodl přejmenovat na Ypsilon Black a v květnu téhož roku vydal album „Ypsilon White“. Album obsahuje i skladbu „Primetime“, která má na Youtube více než 30 miliónů zhlédnutí. Mimo jiné na albu hostují Ewa Farna, Anita Soul nebo Maxo. Obě alba získala platinovou desku.
V období 2017–2018 vydal Spirit několik singlů („Vibe“, „Samurai“, „Chceme pravdu“, „Nenechaj sa nachytať“, „Starboy“), které byly přijaty negativně.
V roce 2017 se objevily informace, že Spiriův třetí projekt má vyjít v létě 2018. K tomu však nedošlo a Spirit v několika rozhovorech prozradil, že si na albu chce dát více záležet a proto vyjde až ke konci roku 2018. Album „Nie som tu náhodou“ nakonec vyšlo 3. prosince 2018 a obsahuje 18 skladeb, na kterých se podílely Anita Soul, Monika Bagárová a Veronika Strapková. Na skladbě „Nie som tu náhodou“ hostuje i Richard Müller (mimo to je vysamplován na skladbě „33“). V rozhovoru pro Hip-Hop Reality Spirit řekl, že album Nie som tu náhodou je jeho nejlepší a možná i poslední deska, to se však nepotvrdilo. „Nie som tu náhodou“ je oceněno 2× platinovou deskou.

## Artist
V dubnu 2020 Spirit v jednom z rozhovorů oznámil, že v létě téhož roku chystá vydat další desku. To se potvrdilo v červnu 2020, kdy společně s producentem Grimasem vydal album „Artist“, které obsahuje 14 skladeb. Na albu se objevili jména jako Pil C, Separ, Dame, Cigo, Otis, Samey či Ben Cristovao. K albu vydal doposud 4 singly - „Spirit Animal“, „Kurt (feat. Ben Cristovao)“, Lambada a „F4ck em all (feat. H16).“ Album „Artist“ je Spiritova čtvrtá deska.

## Playlist
Na podzim roku 2020 Majk Spirit oznámil, že chce na 10. výročí alba Nový Človek (11.11. 2021) vydat album Nový Človek 2, od toho však opustil a v roce 2023 se rozhodl vydat dvě alba. V květnu 2023 vyšlo páté album „Playlist“, které obsahuje 10 skladeb a 11 hostů, mezi kterými je například Dominika Mirgová, Kali, Ben Cristovao nebo Ego. Nadcházející album má být na rozdíl od popovějšího „Playlistu“  více rapové.

## Zájímavosti
Majk Spirit měří 195 cm. Má mladšího bratra.
V roce 2014 byl koučem v soutěži Hlas ČeskoSlovenska.
V raném věku trávil skoro každé letní i zimní prázdniny ve Starom Smokovci, kde má rodinu. V dětství se Spirit věnoval karate (do konce sedmé třídy na základní škole) a fotbalu. Spolu se Suverenom hrával v ŠK Slovan.
Spirit neumí hrát na žádný hudební nástroj, i když někdy zkoušel hrát na bicí, když jeho otec hrával. V jednom z rozhovorů řekl, že by se rád naučil hrát na klavír a kytaru.
Ve volném čase se věnuje čtení knih a věcem jako např. esoterika. Spirit řekl v jednom rozhovoru, že začal víc číst, když mu bylo 14 let, neboť ho otec chytil při záškoláctví a našel mu marihuanu. Tehdy začal číst i životopis Edgara Cayceho. Mezi jeho oblíbené autory patří Osho, od kterého přečetl víc než 20 knih. Marihuanu zmínil nespočetněkrát, ať už v textech, rozhovorech nebo v roce 2012, když na udělování cen Slavík 2011 poděkoval kromě rodiny a hudebních kolegů manažerům a vesmíru za to, že stvořil zelenou rostlinu (marihuanu), která mu pomáhá při psaní textů. Spirit si myslí, že karma existuje a pro něho je to vesmírný zákon, který platí pro všechny a bez ohledu na to, jestli o něm ví, nebo ne. V roce 2011 se zúčastnil FIM 2 (Fórum inspirativních myšlenek), kde měl přednášku a předvedl naživo některé jeho skladby.
Majk Spirit má vysokoškolské vzdělání, vystudoval management a podnikání na Vysoké škole manažmentu — City University of Seattle v Bratislavě. Získal tak titul MBA (Master of Business Administration).
V roce 2025 odstartoval svou talkshow s názvem SPIRIT SHOW, která je za předplatné dostupná na české platformě Herohero.

## Spory

### Druhá Strana a Momo
V letech 2006–2007 měl petržalský rapper Miky Mora, člen skupiny Druhá Strana, v některých skladbách narážky na Otecka, člena H16. V době, kdy producent a DJ Viktor Hazard dokončoval svůj druhý mixtape, chtěl, aby Druhá Strana a H16 udělali společnou skladbu, ale obě strany zareagovali negativně. V roce 2007 se na mixtape DJa Kappu „Hra sa začína“ objevili dvě skladby – „P.A.R.T.Y.“ od Mikyho Moru, kde v jedné části nazýval Otecka šaškem a klaunem a v jiné Majka Spirita, že bere peníze od matky. H16 na tom stejném mixtape mali skladbu „GP“, která obsahuje diss na Mikyho Moru, Spirit kromě jineho říkal, že je hráč i bez neprůstřelné vesty (reference na Mikyho klip „Moratón 2“). Miky Mora později pokračoval v dissech na sólové skladbě „1.6 TDi“, kde je první sloka o Spiritovi a druhá o Oteckovi. Jeho dissy dál pokračovaly na druhém albu Druhej Strany a spolu s Momom a Suchým Psom aj na Momově albu „Nepatrím medzi“... z roku 2008. Spirit a Otecko řekli v rozhovore, že už se k tomu nebudou vracet a nebudou odpovídat. V roce 2012 se Momo v rozhovoru pro Hip-Hop.sk vyjádřil, že Majk Spirit je pro něho dobrý rapper a jeho sympatie jsou na opačné straně než při vydání jeho alba „Nepatrím medzi“...

### Strapo
V roce 2007 rapper Strapo nahrál diss na Otecka z H16, skladbu „Killa Khonec“, kde napadl v pár verších i Majka Spirita. V roce 2008 na skladbě „Aspirin“ nepřímo narážel na názvy skladeb H16 jako „Nejsom falošný“, „Nech ti nejebe“, „Tie isté pičoviny“ a „Neverím ti“. Spirit ale necítí k Strapovi žádnou negativní energii, a v rozhovoru pro Mafiarecords.cz řekl, že je podle něj Strapo dobrý rapper a neměl by problém s ním nahrát skladbu.

## Diskografie Majka Spirita

### Studiová alba
| Název                             | Datum vydání | Vydavatelství                    | Ocenění                   |
| --------------------------------- | ------------ | -------------------------------- | ------------------------- |
| Nový človek                       | 11.11. 2011  | BeatBan                          | SK: Multi Platinová deska |
| Ypsilon Black (dříve jen Ypsilon) | 31.3. 2015   | Spirit MBA s.r.o.                | SK: Platinová deska       |
| Ypsilon White                     | 5.5. 2015    | Spirit MBA s.r.o.                | SK: Platinová deska       |
| Nie som tu náhodou                | 3.12. 2018   | Spirit Entertainment s.r.o.      | SK: 2x Platinová deska    |
| Artist (Spirit x Grimaso)         | 22.6. 2020   | Spirit Entertainment s.r.o.      |                           |
| Playlist                          | 5.5. 2023    | Majk Spirit / Championship Music |                           |
| nový čLOVEk 2.0                   | 1.12. 2023   | Spirit Entertainment s.r.o.      |                           |

### Mixtapes a DVD
- 2010: Mladý rebel Mixtape

- 2012: Nový človek Live

## Diskografie H16

### Studiová alba
| Název             | Datum vydání | Vydavatelství  | Ocenění             |
| ----------------- | ------------ | -------------- | ------------------- |
| Kvalitný materiál | 16.6. 2006   | Hip-Hop.sk EMI | SK: Platinová deska |
| Čísla Nepustia    | 23.3. 2008   | Hip-Hop.sk EMI | SK: Zlatá deska     |
| Rýmy, hudba a boh | 28.3. 2013   | Spirit Music   | SK: Zlatá deska     |
| Sila              | 6.12. 2016   | Spirit Music   |                     |
| Lockdown Music    | 30.4. 2021   | H16 Records    |                     |

### Mixtapes a EP
- 2004: H16 – Jednašeska ftvojom klube (EP/Vinyl)
- 2009: H16 – Antivirus

## Ocenění a nominace
| Rok  | Asociace                | Nominovaná práce        | Kategorie                                     | Výsledek  |
| ---- | ----------------------- | ----------------------- | --------------------------------------------- | --------- |
| 2006 | Aurel                   | Kvalitny materiál (H16) | Nejlepší album v kategorii Hip-Hop            | Vítězství |
| 2011 | Radio Head Awards       | Nový človek             | Nejlepší album v kategorii Hip Hop, Rap a RnB | Nominace  |
| 2011 | Slávik                  | Hip-Hop                 | Nejlepší videoklip roku                       | Vítězství |
| 2011 | Slávik                  | Nový človek             | Objev roku                                    | Vítězství |
| 2012 | Slávik                  | Ženy treba l'úbiť       | Hit roku                                      | Nominace  |
| 2012 | Slávik                  | - Majk Spirit -         | Zpěvák roku                                   | Nominace  |
| 2012 | MTV Europe Music Awards | - Majk Spirit -         | Best Czech and Slovak Act                     | Vítězství |

## Další dílo — kniha
- Spiritovky[14] (2019)